# Fatsa Belediyespor
Fatsa Belediyespor ist ein türkischer Fußballverein in der rund 108.000 Einwohner zählenden Kreisstadt Fatsa, Provinz Ordu.

## Geschichte
Von der Vereinsgründung bis zum Jahr 1984 spielte der Verein in den regionalen Ligen des Amateurfußballs. In der Saison 1984/85 gelang dem damals unter dem Namen Fatsaspor eingetragenen Verein erstmals der Aufstieg in die 3. Lig (kategorisch die vierthöchste Liga in der Türkei), damit nahmen sie erstmals in der Vereinsgeschichte an einer professionellen Liga teil. Dort spielte man bis einschließlich 1985, anschließend musste man als 14. Platz absteigen. 1998/99 stieg man wieder, diesmal mit dem heutigen Vereinsnamen, in die 4. Liga auf, musste jedoch als 16. Platz gleich wieder absteigen. 
Die Saison 2017/18 der Bölgesel Amatör Lig beendete der Verein am schwarzen Meer auf dem ersten Platz und war damit an den Play-offs, bei denen um den Aufstieg in die 3. Lig gespielt wird, teilnahmeberechtigt. Das entscheidende Spiel gegen Artvin Hopaspor konnte Fatsa Belediyespor mit 2:1 für sich entscheiden, damit kehrte der Verein nach 18 Jahren wieder in den Profifußball zurück.

## Ligazugehörigkeit
- 3. Lig: 1984–1993, 1998–2000, 2018–
- Bölgesel Amatör Lig: 2010–2018
- Amateurligen: 1955–1984, 1993–1998, 2000–2010

## Bekannte Spieler
- Serkan Çalık
- Emrah Dağ